# HD 100453
HD 100453 är en stjärna i Kentaurens stjärnbild 400 ljusår från jorden. Den är två gånger så stor som solen. Runt HD 100453 finns en stor protoplanetär skiva, med två symmetriska spiralarmar. Dylika armar har upptäckts enbart runt två stjärnor (oktober 2015). Armarna är 40 gånger längre än avståndet mellan jorden och solen.